# Rua de Miguel Bombarda

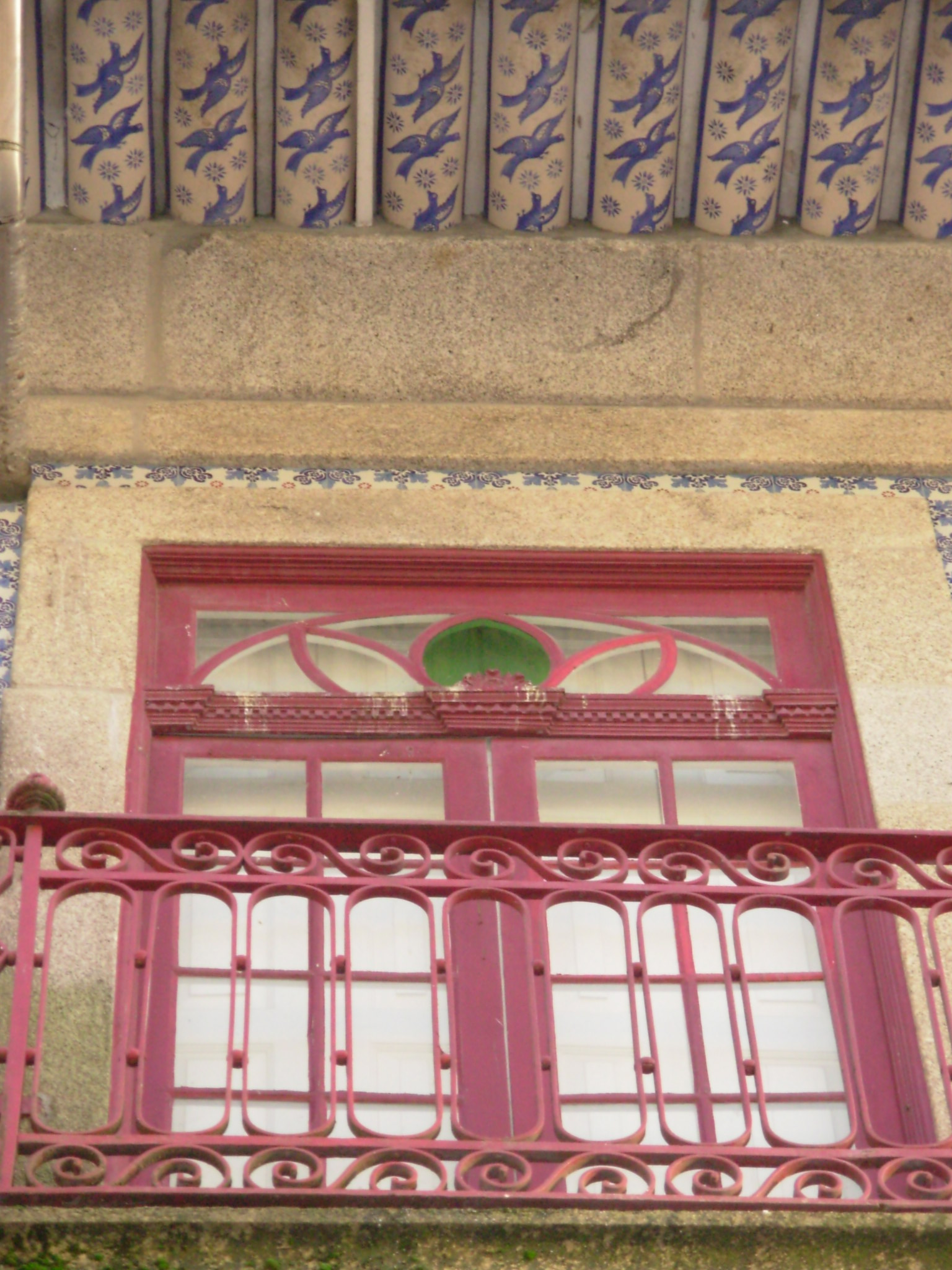
Janela e beiral de azulejos na rua de Miguel Bombarda

A Rua de Miguel Bombarda localiza-se na cidade e Distrito do Porto, em Portugal. Com uma extensão total de 650 metros, tem início na Rua de Cedofeita, na freguesia do mesmo nome, e termina na Rua da Boa Nova, já em Massarelos. É conhecida pela concentração de várias galerias de arte.

## História
A atual "rua das galerias" denominava-se, antes de 1910, como "Rua do Príncipe", em honra ao Príncipe-regente, futuro rei João VI de Portugal. Com a implantação da República Portuguesa (1910), a rua foi rebatizada com o seu nome atual, em homenagem ao médico ilustre e precursor do regime republicano em Portugal, Miguel Bombarda.
A rua figura já na Planta Redonda de Balck (1813), mas pouco povoada de casas e ainda sem atingir a Rua de Cedofeita, onde hoje termina. Em 1839 já estava rasgada em toda a sua extensão atual e com um maior número de edificações, exceto no troço próximo da Rua de Cedofeita que só veio a receber casas a partir de meados do século XIX.
Na atualidade, a Rua Miguel Bombarda é uma das artérias de cultura dos novos tempos, reunindo algumas dezenas de galerias de arte que, no primeiro sábado de cada mês, inauguram em simultâneo as suas novas exposições, atraindo multidões de apreciadores de arte, investidores, artistas, seguidores de formas de vida alternativas e muitos curiosos. A rua conta também com restaurantes, livrarias e várias lojas: de mobiliário retro-cool, de decoração alternativa, design, música, etc.
A requalificação da Rua de Miguel Bombarda começou a ser implementada em 2008. O projeto — elaborado no ano 2000 — da autoria do arquiteto Filipe Oliveira Dias, prevê transformá-la numa zona pedonal. Parte do projeto foi concluído a fevereiro e 2009 com desenhos na calçada por Ângelo de Sousa que pensou num chão para divertir "Naquele chão até se pode jogar à macaca. O ministro da Cultura, Pinto Ribeiro, e o presidente da Câmara Municipal do Porto, Rui Rio, encontraram-se ontem à tarde no princípio da rua. Fizeram coincidir a inauguração da obra iniciada em Julho de 2008 e concluída em Fevereiro de 2009 com a inauguração das exposições nas galerias de arte, que aproveitaram para visitar." 
Em 2007 a Rua de Miguel Bombarda tornou-se uma artéria vital da cidade do Porto impulsionando as zonas circundantes com a sua energia criativa através do projeto das Inaugurações Simultâneas. As galerias de arte começaram a juntar-se na rua e entusiasmados com este impulso cultural associaram-se outros projectos comerciais alternativos. Espaços ligados à moda, música, vintage, produtos biológicos, espaços de cowork, ateliers e hostels começaram a abrir na zona de Miguel Bombarda. Miguel Bombarda, uma rua "esquecida" de Cedofeita, tornou-se assim numa zona interessante, moderna e extremamente apelativa à nova geração sedenta de novidade. A Rua de Miguel Bombarda começou a ser informalmente apelidada de a "Rua das Galerias".
6 vezes por ano, mês sim mês não, as galerias de arte contemporânea de Miguel Bombarda apresentam simultaneamente novas exposições e artistas. A par das galerias os projetos comerciais alteram os espaços e apresentam as novas coleções, as ruas adjacentes enchem-se de vida e há performances, DJ`s, concertos etc.. Sendo uma das principais atrações da cidade, as Inaugurações Simultâneas são organizadas pelas Galerias de Arte Contemporânea, espaços comerciais e alternativos de Miguel Bombarda juntamente com animação e atividades no espaço público promovidas em coprodução com a empresa municipal Porto Lazer / Câmara Municipal do Porto (que passou a designar-se em 2019 por Ágora Cultura e Desporto do Porto).
Tendo como artéria principal a Rua de Miguel Bombarda, atualmente o projeto das Inaugurações Simultâneas inclui as ruas: Rua Miguel Bombarda, Rua do Rosário, Rua do Breiner, Rua da Maternidade, Rua D. Manuel II e Rua Adolfo casais Monteiro. As Inaugurações Simultâneas acontecem ao sábado, o acesso e a participação são gratuitas. A Rua de Miguel Bombarda cresceu e hoje estende-se a um quarteirão inteiro, o Quarteirão Criativo Bombarda, o bairro da arte do Porto.  
"Ao Quarteirão de Bombarda, no Porto, já não vamos apenas para ver as galerias. Lojas, cafés, mercearias, “guesthouses”, ateliers de artistas e “coworks” dão uma nova vida a estas ruas que até já ganharam um nome. Bem-vindos ao Bairro das Artes"